# Graptomyza hova
Graptomyza hova är en tvåvingeart som beskrevs av Keiser 1971. Graptomyza hova ingår i släktet Graptomyza och familjen blomflugor.
Artens utbredningsområde är Madagaskar. Inga underarter finns listade i Catalogue of Life.